# Ypsolopha sublucella
Ypsolopha sublucella là một loài bướm đêm thuộc họ Ypsolophidae. Nó được tìm thấy ở California.
Ấu trùng ăn sồi of the section Protobalanus, bao gồm Quercus vaccinifolia.